# Øresvika
Øresvika est une localité du comté de Nordland, en Norvège.

## Géographie
Administrativement, Øresvika fait partie de la kommune de Rødøy.